# Portret van Antoon van Bourgondië
Portret van Antoon van Bourgondië is een olieverfschilderij op paneel van Rogier van der Weyden uit circa 1460-1464. Het is een van de weinige zelfstandige portretten door Rogier van der Weyden, waarvan de eigenhandigheid door niemand betwijfeld wordt. Van der Weyden schilderde rond dezelfde tijd ook een portret van Karel de Stoute, de latere hertog van Bourgondië en de halfbroer van Antoon. Het portret van Karel de Stoute in Berlijn, dat lange tijd als het origineel werd beschouwd, is waarschijnlijk een goede atelierrepliek.

## Beschrijving
Antoon, de groot-bastaard van Bourgondië, was de buitenechtelijke tweede zoon van Filips de Goede. Op het portret draagt hij de ketting van de Orde van het Gulden Vlies, waarin hij in 1456 werd opgenomen. De kleding en het kapsel wijzen op een datering rond 1460 of kort erna. Het is daarmee een van laatste werken van Rogier van der Weyden, die in 1464 overleed. Antoon en Karel de Stoute dragen op hun portretten hetzelfde soort kledingstuk van zwart fluweel, dat tegelijk soberheid en luxe uitstraalt. Door geen opzichtige stoffen te kiezen kon de schilder alle aandacht richten op het gezicht en de handen en werd ook de geraffineerde compositie niet verstoord door ongewenste patronen.
Rogier heeft veel aandacht besteed aan de hand die een ritmisch patroon vormt, ingekaderd door de strak gespannen duim en de gebogen pink. Schuin voor zijn borst houdt Antoon een pijl die de ketting kruist. Panofsky omschreef het effect ervan als: "De losjes maar zelfverzekerd vastgegrepen pijl doorsnijdt het schilderij met een prachtige diagonaal en vertolkt fier viriele trots en agressie." Van der Weydens voorliefde voor diagonalen is ook te zien in het Portret van een dame, dat Rogier van der Weyden rond dezelfde tijd maakte. Ook de schilderstijl is hiermee vergelijkbaar. In beide gevallen geeft hij een geïdealiseerde voorstelling van de geportretteerde, die minder gedetailleerd en realistisch is dan bij Jan van Eyck. Bij Rogier gaan de zorgvuldig geselecteerde gelaatstrekken van de geportretteerde ongemerkt over in een doordachte karakterstudie waarin adeldom en macht centraal staan. Terwijl de portretten van Jan van Eyck scherpe registraties van afzonderlijke individuen zijn, weerspiegelen de late portretten van Rogier van der Weyden het milieu en de status van zijn opdrachtgevers.
De precieze betekenis van de pijl is niet bekend. Hij kan verwijzen naar ridderschap en oorlogssuccessen, of naar ceremoniële functies aan het hof, zoals scheidsrechter bij toernooien. De pijl is in dat geval een soortgelijk attribuut als de hamer op het Portret van Francesco d'Este. De pijl is ook in verband gebracht met zijn titel als schutterskoning na zijn winst van de jaarlijkse schietwedstrijd van het Sint-Sebastiaansgilde te Brugge in 1463, maar hiervoor bestaat geen bewijs.

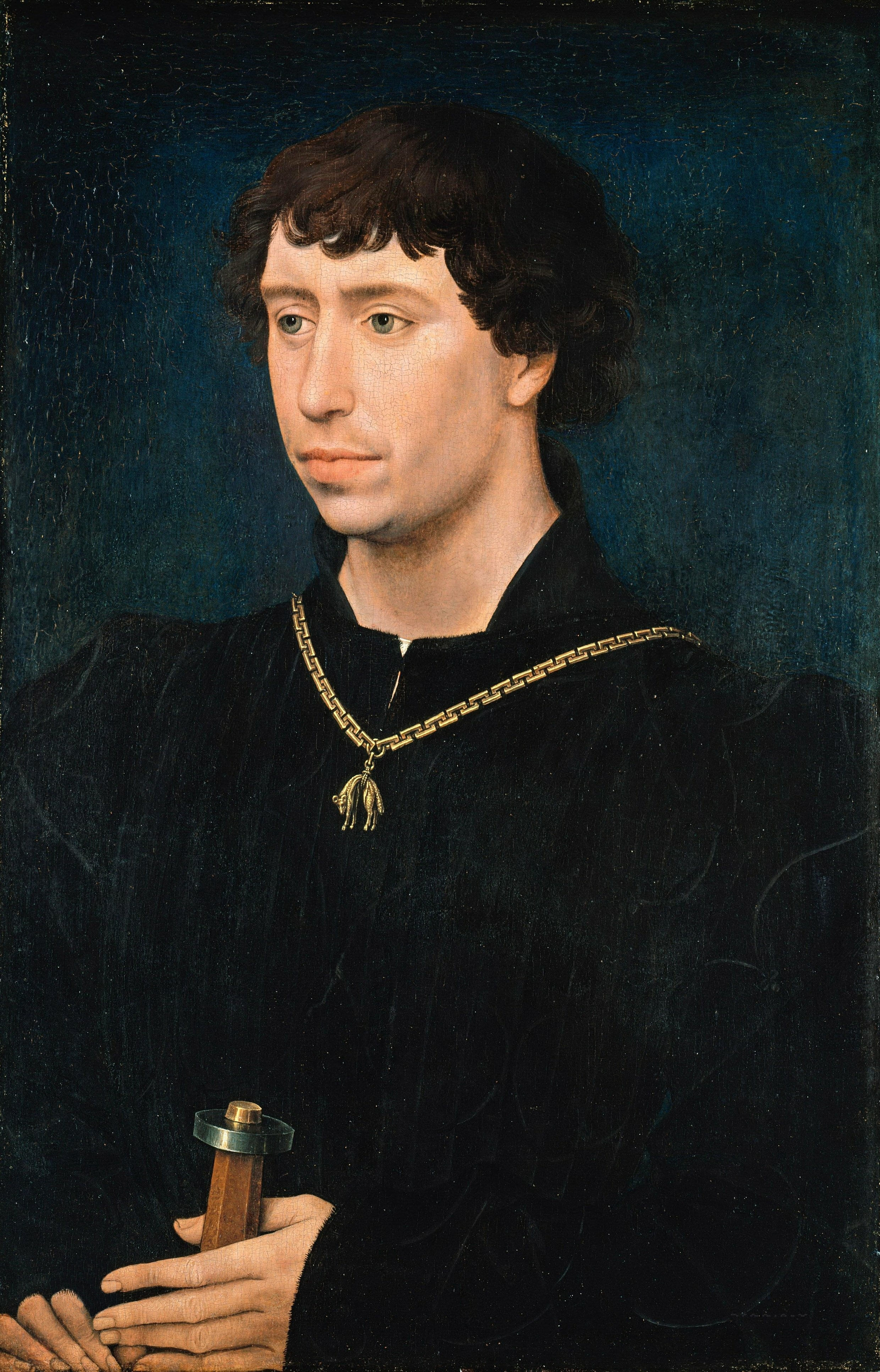
Atelier Rogier van der Weyden, Portret van Karel de Stoute, ca. 1460, 50,9 × 33,6 cm, Gemäldegalerie, Berlijn
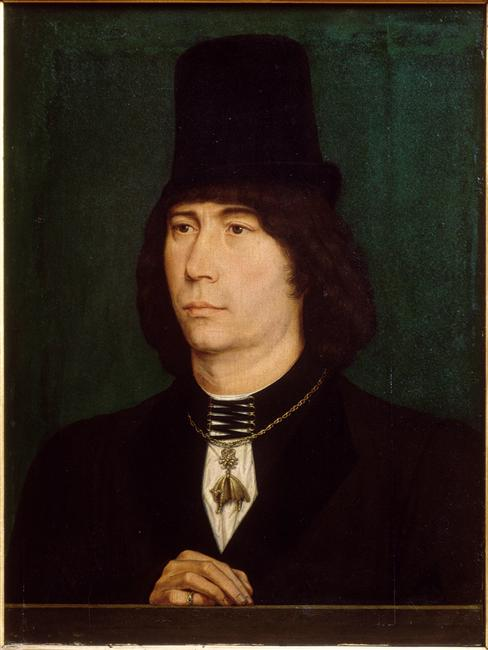
Kopie naar Hans Memling, Portret van Antoon van Bourgondië, origineel uit ca. 1467-1470, Musée Condé

## Herkomst
Het schilderij werd in 1861 door het museum in Brussel gekocht van de Brusselse kunsthandelaar John Nieuwenhuys als een portret van Karel de Stoute. Later werden andere identificaties voorgesteld, waaronder Antoon van Bourgondië, Jan van Portugal of Jacques de Lalaing. Nadat een ander portret van dezelfde persoon was opgedoken met op de achterzijde resten van een heraldische beschildering, kwam vast te staan dat het inderdaad om Antoon van Bourgondië ging.